# Едвард Гротте
Едвард Гротте (нім. Edward Grotte; нар. 17 листопада 1884, Базель — після 1950) — німецький інженер-конструктор бронетанкової техніки.

## Біографія
Народився у Німеччині. Працював у військовій галузі інженером-конструктором танків.

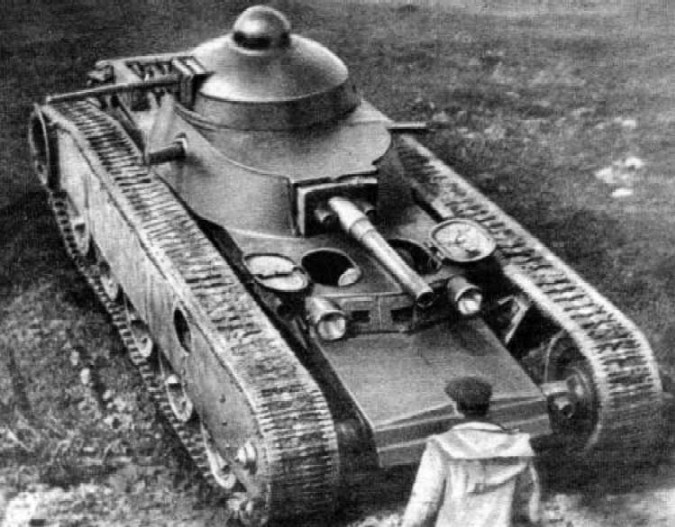
Танк Гротте під час випробувань, вересень 1931 року.

У березні 1930 року для надання технічної допомоги до Радянського Союзу було запрошено німецьких фахівців, серед яких був Едвард Гротте.
Під його керівництвом до осені 1931 року на ленінградському заводі «Більшовик» було розроблено та виготовлено дослідний середній танк ТГ (Танк Гротте), який не пішов у серію через високу складність, вартість та помилки при проектуванні. Проте досвід, накопичений під час проектування машини, дозволив радянським конструкторам згодом розпочати проектування танка Т-35. Також на Ленінградському заводі «Більшовик» було створено конструкторське бюро АВО-5, до складу якого, крім групи Гротте, увійшли також молоді радянські інженери, такі як Н. В. Бариков, які згодом стали відомими розробниками радянської бронетехніки.
Потім під керівництвом Гротте розроблявся танк ТГ-5 — радянський проект надважкого танка масою понад 1000 тонн. За його задумом, це мала бути машина з 3 або 5 вежами, в яких було б встановлено понад десяток гармат, і колосальною бронею. У рух конструкцію мали приводити від 2 до 4 корабельних двигуна потужністю по 24 000 к. с. кожен, забезпечуючи танку швидкість до 60 км/год. Цей проект не був реалізований з огляду на надзвичайно громіздку і складну для освоєння у виробництві конструкції, що робила його будівництво фактично нереальною. Потім радянський уряд відмовився від подальших послуг Гротте та німецьких інженерів із низки причин. Група Едварда Гротте повернулася до Німеччини.
Цікаво, що під час Другої світової війни у Німеччині розглядався проект дуже схожої машини, виконаний тим самим автором — 1000-тонного танка «Ratte». У той час Гротте займався в міністерстві озброєнь питаннями будівництва підводних човнів і разом зі своїм колегою доктором Гаккером представив 23 червня 1942 року Гітлеру проект надважкого танка «Landkreuzer» (укр. Сухопутний крейсер) масою близько 1000 тонн. Після обговорення проекту з рейхсміністром озброєнь Альбертом Шпеєром, 29 грудня розробку креслень було завершено і проект отримав умовне позначення Ratte — «Щур». Однак перешкодою для реалізації цього проекту Гротте стало рішення Шпеєра, який на початку 1943 закрив всі проекти «Сухопутних Крейсерів».